# 弗里德曼-勒梅特-罗伯逊-沃尔克度规
罗伯逊-沃克度规（英語：Robertson-Walker metric）是H.P.罗伯逊和沃尔克分别于1935年和1936年证明的。由于俄国数学家弗里德曼和比利时物理学家勒梅特也作出了重要的貢獻，因此也稱作弗里德曼-羅伯遜-沃克度規（英語：Friedmann-Robertson-Walker metric，缩写为FRW度規）或者弗里德曼-勒梅特-罗伯逊-沃克度规（英語：Friedmann-Lemaître-Robertson-Walker metric，缩写为FLRW度規）。
FLRW度规是基于广义相对论爱因斯坦场方程精确解的度量，描述了一个均匀、各向同性、膨胀（或收缩）的连通（不必是单连通）的宇宙。度规的一般形式源于均匀和各向同性的几何特性；爱因斯坦场方程只需推导出宇宙标度因子随时间的变化。这一模型也被称为现代宇宙学的“标准模型”，有时也指进一步发展的ΛCDM模型。

## 一般度量
FLRW度量首先假定空间是均匀、各向同性的；还假设度量的空间分量可随时间变化。满足这些条件的一般度量是
{\displaystyle -c^{2}\mathrm {d} \tau ^{2}=-c^{2}\mathrm {d} t^{2}+{a(t)}^{2}\mathrm {d} \mathbf {\Sigma } ^{2}}
其中{\displaystyle \mathbf {\Sigma } }的范围是曲率均匀的3维空间，即椭圆空间、欧氏空间或双曲空间。通常写作3个空间坐标的函数，也有另几种约定俗成的写法，下详。{\displaystyle \mathrm {d} \mathbf {\Sigma } }不依赖于时间t –所有的时间依赖都在函数a(t)之中，即所谓“宇宙标度因子”。

### 退化圆周极坐标
退化圆周极坐标中，空间度量的形式为
{\displaystyle \mathrm {d} \mathbf {\Sigma } ^{2}={\frac {\mathrm {d} r^{2}}{1-kr^{2}}}+r^{2}\mathrm {d} \mathbf {\Omega } ^{2},\quad {\text{where }}\mathrm {d} \mathbf {\Omega } ^{2}=\mathrm {d} \theta ^{2}+\sin ^{2}\theta \,\mathrm {d} \phi ^{2}.}
k是表示空间曲率的常数。有两种常见的单位约定：
- k的量纲可以是<长度−2>，这时r的量纲是长度，a(t)无量纲。k 是a(t) = 1时空间的高斯曲率。r有时被称为退化圆周，因为它等于以原点为圆心的（r值下的）周长除以2π（类似于史瓦西坐标的r）。在适当的情况下，a(t)通常被选为在当前宇宙年代为1，于是{\displaystyle \mathrm {d} \mathbf {\Sigma } }可以测量共动距离。
- 或者，也可以认为k属于集合{−1 ,0, +1}（分别表示负曲率、零曲率和正曲率）。则r是无量纲量，a(t)单位为长度。k = ±1时，a(t)是空间的曲率半径，也可以写成R(t)。

退化圆周坐标的一个缺点是，在正曲率情形下它只能覆盖3球的一般，超出这一点的圆周开始减小，从而导致退化。（若是椭圆空间即确定了对点的3球，则这不是问题）

### 超球面坐标
在超球面坐标或曲率归一坐标中，坐标r与径向距离成正比；由此可得
{\displaystyle \mathrm {d} \mathbf {\Sigma } ^{2}=\mathrm {d} r^{2}+S_{k}(r)^{2}\,\mathrm {d} \mathbf {\Omega } ^{2}}
其中{\displaystyle \mathrm {d} \mathbf {\Omega } }如前，且
{\displaystyle S_{k}(r)={\begin{cases}{\sqrt {k}}^{\,-1}\sin(r{\sqrt {k}}),&k>0\\r,&k=0\\{\sqrt {|k|}}^{\,-1}\sinh(r{\sqrt {|k|}}),&k<0.\end{cases}}}
如前所述，有两种常见的单位约定：
- k的单位可以是<长度−2>，r的单位是长度，a(t)无量纲。k是a(t) = 1时空间的高斯曲率。在适当的情况下，a(t)通常被选为在当前宇宙年代为1，于是{\displaystyle \mathrm {d} \mathbf {\Sigma } }可以测量共动距离。
- 或者，与之前一样，可将k看做属于集合{−1 ,0, +1}（分别表示负曲率、零曲率和正曲率）。那么r是无量纲量，a(t)单位为长度。k = ±1时，a(t)是空间的曲率半径 ，也可写作R(t)。注意当k = +1时，r本质上是θ、φ之外的第三个角，可用字母χ 代替r。

S通常是按上述方法分段定义的，是k与r的解析函数。也可以写成幂级数
{\displaystyle S_{k}(r)=\sum _{n=0}^{\infty }{\frac {(-1)^{n}k^{n}r^{2n+1}}{(2n+1)!}}=r-{\frac {kr^{3}}{6}}+{\frac {k^{2}r^{5}}{120}}-\cdots }
或
{\displaystyle S_{k}(r)=r\;\mathrm {sinc} \,(r{\sqrt {k}}),}
其中sinc是未正则化的Sinc函数，{\displaystyle {\sqrt {k}}}是k的虚根、零根或实根之一。这些定义对所有k都有效。

### 笛卡尔坐标
k = 0时可以简单写成
{\displaystyle \mathrm {d} \mathbf {\Sigma } ^{2}=\mathrm {d} x^{2}+\mathrm {d} y^{2}+\mathrm {d} z^{2}.}
这可以扩展到k ≠ 0，方法是定义
{\displaystyle x=r\cos \theta \,}；
{\displaystyle y=r\sin \theta \cos \phi \,}，且
{\displaystyle z=r\sin \theta \sin \phi \,}
其中r是上面定义的径向坐标之一，但这种情况很少见。

## 曲率

### 笛卡尔坐标
在使用笛卡尔坐标的平面{\displaystyle (k=0)}FLRW空间中，里奇张量的剩余分量为
{\displaystyle R_{tt}=-3{\frac {\ddot {a}}{a}},\quad R_{xx}=R_{yy}=R_{zz}=c^{-2}(a{\ddot {a}}+2{\dot {a}}^{2})}
里奇标量为
{\displaystyle R=6c^{-2}\left({\frac {{\ddot {a}}(t)}{a(t)}}+{\frac {{\dot {a}}^{2}(t)}{a^{2}(t)}}\right).}

### 球面坐标
在使用球面坐标（上文称为“退化圆周极坐标”）的更一般的FLRW空间中，里奇张量的剩余分量为
{\displaystyle R_{tt}=-3{\frac {\ddot {a}}{a}},}
{\displaystyle R_{rr}={\frac {c^{-2}(a(t){\ddot {a}}(t)+2{\dot {a}}^{2}(t))+2k}{1-kr^{2}}}}
{\displaystyle R_{\theta \theta }=r^{2}(c^{-2}(a(t){\ddot {a}}(t)+2{\dot {a}}^{2}(t))+2k)}
{\displaystyle R_{\phi \phi }=r^{2}(c^{-2}(a(t){\ddot {a}}(t)+2{\dot {a}}^{2}(t))+2k)\sin ^{2}(\theta )}
里奇标量为
{\displaystyle R=6\left({\frac {{\ddot {a}}(t)}{c^{2}a(t)}}+{\frac {{\dot {a}}^{2}(t)}{c^{2}a^{2}(t)}}+{\frac {k}{a^{2}(t)}}\right).}

## 解
推导度量的一般形式时没有用到爱因斯坦场方程：是根据均匀与各向同性的几何特性推导出来的。然而，确定{\displaystyle a(t)}的时间演化确实需要爱因斯坦场方程及计算密度{\displaystyle \rho (t)}的方法，如宇宙学状态方程。
应力-能量张量同样赋以均匀与各向同性时，这一度量对爱因斯坦场方程{\displaystyle G_{\mu \nu }+\Lambda g_{\mu \nu }={\frac {8\pi G}{c^{4}}}T_{\mu \nu }}有一解析解，给出弗里德曼方程：
{\displaystyle \left({\frac {\dot {a}}{a}}\right)^{2}+{\frac {kc^{2}}{a^{2}}}-{\frac {\Lambda c^{2}}{3}}={\frac {8\pi G}{3}}\rho }
{\displaystyle 2{\frac {\ddot {a}}{a}}+\left({\frac {\dot {a}}{a}}\right)^{2}+{\frac {kc^{2}}{a^{2}}}-\Lambda c^{2}=-{\frac {8\pi G}{c^{2}}}p.}
方程组是标准大爆炸宇宙学模型（包括当前ΛCDM模型）的基础。由于FLRW模型假定宇宙是均匀的，出现了一种流行的误解：大爆炸无法解释宇宙的团块结构。严格的FLRW模型中不存在星系与恒星，因为其密度远大于宇宙的典型部分。尽管如此，FLRW模型还是用作真实的团块结构宇宙演化的第一近似，因为它的计算很简单，计算团块性的模型则作为推广。大多数宇宙学家同意，可观测宇宙可以很好地近似一个类FLRW模型，即除密度原初扰动外都遵循FLRW度规的模型。截至2003年，人们对FLRW模型的各种扩展的理论意义似乎有了很好的理解，目标是使它们与COBE及WMAP的观测结果相一致。
若时空是多连通的，则每个事件将由多个坐标多元组表示。

### 解释
上面给出的一对方程等价于下面一对方程：
{\displaystyle {\dot {\rho }}=-3{\frac {\dot {a}}{a}}\left(\rho +{\frac {p}{c^{2}}}\right)}
{\displaystyle {\frac {\ddot {a}}{a}}=-{\frac {4\pi G}{3}}\left(\rho +{\frac {3p}{c^{2}}}\right)+{\frac {\Lambda c^{2}}{3}}}
其中空间曲率指数{\displaystyle k}是第一个方程的积分常数。
设宇宙膨胀是绝热过程（推导FLRW度规时隐含了这一假设），则第一个方程等价于热力学第一定律，可以从热力学的角度推导出来。
第二个方程指出，能量密度和压力都会导致宇宙膨胀率{\displaystyle {\dot {a}}}下降，即都会使宇宙膨胀减速。这是引力作用的结果，根据广义相对论，压力的作用与质能密度类似。另一方面，宇宙学常数会导致宇宙膨胀加速。

### 宇宙学常数
做如下替换，宇宙学常数项便可省略掉：
{\displaystyle \rho \rightarrow \rho -{\frac {\Lambda c^{2}}{8\pi G}}}
{\displaystyle p\rightarrow p+{\frac {\Lambda c^{4}}{8\pi G}}.}
于是可以这样解释：宇宙学常数产生于一种具有负压的能量形式，大小等于其（正）能量密度：
{\displaystyle p=-\rho c^{2}\,}
这是具有暗能量的真空状态方程。
推广它的尝试：
{\displaystyle p=w\rho c^{2}\,}
若不做进一步修改，推广将不具有广义不变性。
事实上，要得到1个导致宇宙加速膨胀的项，只要有1个满足以下条件的标量场就足够了：
{\displaystyle p<-{\frac {\rho c^{2}}{3}}.\,}
这样的场有时被称为五元场（quintessence）。

### 牛顿解释
这是McCrea与Milne提出的，有时会被误归为弗里德曼。弗里德曼方程等价于下面这对方程：
{\displaystyle -a^{3}{\dot {\rho }}=3a^{2}{\dot {a}}\rho +{\frac {3a^{2}p{\dot {a}}}{c^{2}}}\,}
{\displaystyle {\frac {{\dot {a}}^{2}}{2}}-{\frac {G{\frac {4\pi a^{3}}{3}}\rho }{a}}=-{\frac {kc^{2}}{2}}\,.}
第一个方程表明，一个给定立方体（瞬时边长为a）所含质量的减少量，就是因宇宙膨胀而从边流出的量，再加上压力对排除物质做功的质量当量。这就是宇宙的一部分包含的质能守恒（热力学第一定律）。
第二个方程表明，单位质量的例子随膨胀运动的动能（相对于原点）加其（负）引力势能（相对于更靠近原点的球体包含的质量）等于一个与宇宙曲率有关的常数。换句话说，处于自由落体状态的共动粒子的能量（相对于原点）守恒。广义相对论只是在宇宙空间曲率和粒子能量之间增加了一种联系：正总能量意味着负曲率，负总能量意味着正曲率。
宇宙学常数项被假定为暗能量，并因此与密度及压力项合并。
在普朗克时期，不能忽视量子效应。因此它们可能导致弗里德曼方程的偏离。

## 爱因斯坦宇宙半径
爱因斯坦宇宙半径 是静态宇宙的曲率半径，是个废弃已久的静态模型，本是理想化地代表我们的宇宙。在弗里德曼方程中置
{\displaystyle {\dot {a}}={\ddot {a}}=0}
则该宇宙空间的曲率半径（爱因斯坦半径）是
{\displaystyle R_{\text{E}}=c/{\sqrt {4\pi G\rho }},}
其中{\displaystyle c}是光速，{\displaystyle G}是万有引力常数，{\displaystyle \rho }是宇宙的空间密度。爱因斯坦半径的数量级在1010（100亿）光年不过现代望远镜可以探测到不同方向上130亿光年以外的遥远天体。

## 现状
[[Category:物理學
中未解決的問題|弗里德曼-勒梅特-罗伯逊-沃尔克度规]]
目前的宇宙学标准模型——ΛCDM模型使用的也是FLRW度规，在其基础上将WMAP和普朗克卫星等的观测数据与EGS定理及其推广的理论结果相结合，天体物理学家现在一致认为，早期宇宙几乎是均匀、各向同性的（在极大尺度上平均时），因此几乎是FLRW时空。尽管如此，通过对射电星系和类星体的研究，对宇宙微波背景（CMB）偶极子的纯运动学解释的尝试在幅度上有分歧。从表面价值来看，这些观测结果与FLRW度规描述的宇宙不一致；另外，我们还可以说，目前观测结果能容忍的FLRW宇宙学中，哈勃常数有最大值{\displaystyle H_{0}=71\pm 1} km/s/Mpc，可能表明晚期宇宙中的FLRW度规已经崩溃，因此有必要做出FLRW度规以外的解释。

## 阅读更多
- North J D: (1965) The Measure of the Universe – a history of modern cosmology, Oxford Univ. Press, Dover reprint 1990, ISBN 0-486-66517-8
- Harrison, E. R., , Monthly Notices of the Royal Astronomical Society, 1967, 137: 69–79, Bibcode:1967MNRAS.137...69H, doi:10.1093/mnras/137.1.69
- d'Inverno, Ray, , Oxford: Oxford University Press, 1992, ISBN 978-0-19-859686-8. (See Chapter 23 for a particularly clear and concise introduction to the FLRW models.)